# تسلسل مشع جزيئي أحادي
التسلسل المُشِع الجزيئي الأحادي (Single molecule fluorescent sequencing) هو أحد طرق تسلسل الحمض النووي الريبوزي منقوص الأكسجين (DNA). وتتمثل القاعدة الرئيسة في تصوير جزيئات أحادية مُخلقة للألوان، كل منها يطابق قاعدة واحدة. فمن خلال العمل على المستوى الفردي للجزيء، لا تكون هناك حاجة لتناسخ الحمض النووي الريبوزي منقوص الأكسجين، مما يعمل على تجنب انحياز التناسخ. وتوفر هذه الطريقة عملية التطابق بذاتها من خلال التحقق الفوري من العديد من التسلسلات ونسخهم جميعًا في نفس الوقت.
ويُمكن تطبيق هذه القاعدة تدريجيًا مثل التنفيذ الحلزوني (Helicos) أو في نفس الوقت كما في تنفيذ التقنية الهادئة للعلوم الحيوية (Pacific Biosciences).

## تسلسل هيليكوز التألقي أحادي الجزئ
كانت منصة نظام هيليكوز للتحليل الجيني أول تنفيذ تجاري لـNGS[بحاجة لتوضيح] لاستخدام مبدأ التسلسل الفلوري أحادي الجزيء، وهي طريقة لتحديد التسلسل الدقيق لجزء من الحمض النووي.
ويتم أولاً تهجين شظايا جزيئات الحمض النووي على خلايا التدفق القابلة التي يمكن التخلص منها. وتتم بعد ذلك إضافة النيوكليوتيدات الفلورية واحدة تلو الأخرى، مع إنهاء النيوكليوتيدات المستخدمة لوقف العملية حتى يتم التقاط صورة. ومن الصورة، يمكن تحديد نوكلوتيد واحد من كل تسلسل من تسلسلات الحمض النووي. يتم بعد ذلك تقطيع الجزيء الفلوري ويتم تكرار العملية حتى يتم تسلسل الشظايا كليًا.

### تحضير الحمض النووي

#### تفتيت الحمض النووي
إن نظام هيليكوز للتحليل الجيني قادر على تسلسل الأحماض النووية من النيوكليوتيدات العديدة إلى عدة آلاف من النيوكليوتيدات. ومع ذلك، يتوقف ناتج تسلسلات كل وحدة كتلة على عدد 3 من نهاية مجموعات الهيدروكسيل، وبالتالي فإن امتلاك قوالب قصيرة نسبيًا للتسلسل هو أكثر فاعلية كم امتلاك القوالب الطويلة.

#### التذييل
يتم تهجين عينات الحمض النووي بـ المشرع مجمدًا على خلية تدفق للتسلسل، لذلك فإنه عادة من الضروري توليد حمض نووي بطرف يتلاءم مع التهجين بتلك الأسطح. ويمكن للتسلسل المستهدف المعلق بسطح خلية التدفق، نظريًا، أن يكون أي تسلسل يمكن توليفه ولكن، عمليًا، خلية التدفق القياسية المتاحة تجاريًا هي oligo(dT)50. ولكي يكون متوافقًا مع مشرع oligo(dT)50 على سطح خلية التدفق، من الضروري توليد ذيل يبلغ على الأقل 50 nt عند الطرف 3 من الجزيء المطلوب تسلسله. نظرًا لأن خطوة الملء والغلق سوف تتجاوز A’s ولكنها لن تتجاوز T’s، فمن المرغوب فيه بالنسبة لذيل A أن يكون على الأقل بطول (oligo(dT على السطح. يمكن إنجاز توليد ذيل (3’ poly(dA مع مجموعة متنوعة من إنزيمات ليغاز أو بوليميراز المختلفة. وإذا كان هناك حمض نووي كافٍ لقياس الكتلة ومتوسط الطول، فمن الممكن تحديد المقدار المناسب من dATP لإضافته لتوليد ذيول (poly(dA من 90 إلى 200 نكليوتيد. لتوليد ذيول بهذا الطول، فمن الضروري أولاً تقدير كم عدد أطراف 3’ الموجودة في العينة ثم استخدام النسبة الصحيحة من الحمض النووي وdATP والناقلة الطرفية للحصول على نطاق الحجم المثالي للذيول.

#### السد
إذا تم تهجين الحمض النووي المذيل المستهدف للتسلسل بخلية التدفق مباشرة عقب التذييل، فسيكون لديه هيدروكسيل 3’حر يمكن تمديده في رد الفعل التسلسلي تمامًا مثل المشرع الملتصق بالسطح وإمكانية خلط تحديد التسلسل. وبالتالي، قبل التسلسل، من الضروري أيضًا سد أطراف 3’ للجزيئات المطلوب تسلسلها. ويمكن استخدام أي معالجة للطرف 3’ تجعل الجزيء غير مناسب للتمديد. وعادة ما يتم سد الجزيئات المذيلة باستخدام الناقلة الطرفية ونيكليوتيد الديوكسي الثنائي، ولكن أي معالجة تترك أي 3’ فوسفات أو أي تعديل آخر يمنع التمديد يمكن أن